# Lake Shore (Minnesota)
Lake Shore is een plaats (city) in de Amerikaanse staat Minnesota, en valt bestuurlijk gezien onder Cass County.

## Demografie
Bij de volkstelling in 2000 werd het aantal inwoners vastgesteld op 966.
In 2006 is het aantal inwoners door het United States Census Bureau geschat op 1078, een stijging van 112 (11.6%).

## Geografie
Volgens het United States Census Bureau beslaat de plaats een oppervlakte van
47,0 km², waarvan 33,1 km² land en 13,9 km² water.

## Plaatsen in de nabije omgeving
De onderstaande figuur toont nabijgelegen plaatsen in een straal van 20 km rond Lake Shore.